# Victorino López Herranz

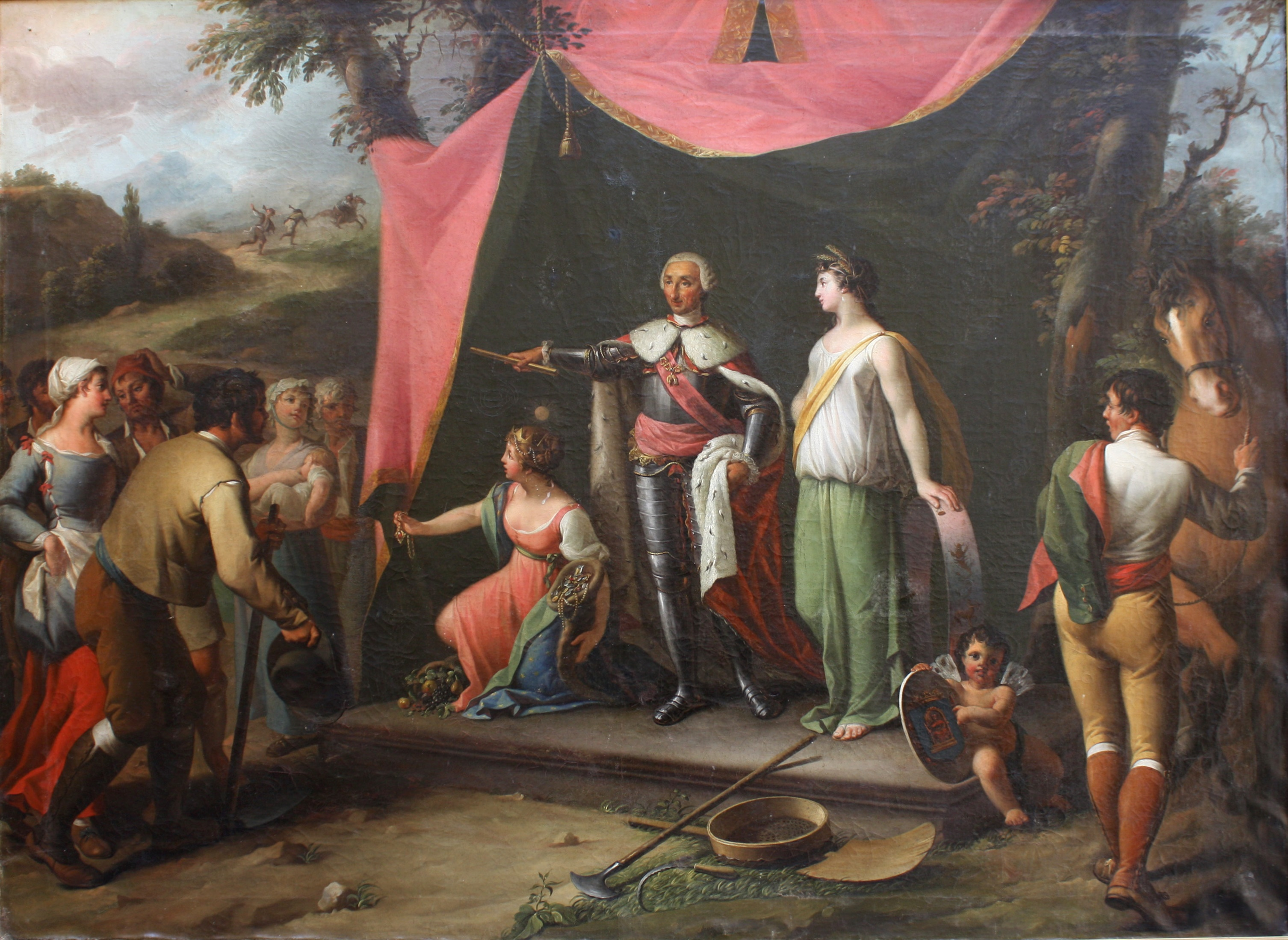
El rey Carlos III funda la colonia de La Carolina, 1805. Óleo sobre lienzo, Segovia, Real Patronato del Alcázar de Segovia

Victorino López Herranz (Segovia, c. 1780-Madrid, 1844) fue un pintor y miniaturista español.
Tras iniciarse en el estudio del dibujo en la Escuela Práctica de dibujo de Segovia, en 1797 obtuvo beca de la Sociedad Económica de Amigos del País para matricularse en la Real Academia de Bellas Artes de San Fernando, donde tuvo como maestro de pintura a Zacarías González Velázquez. Durante su estancia en la academia madrileña obtuvo el tercer premio de 1ª Clase de pintura por el óleo El rey Carlos III funda la colonia de La Carolina, tema propuesto a los aspirantes al premio para la prueba de pensado en el concurso académico de 1805, que debían completar con un dibujo del tema de Sansón aprisionado por los filisteos en la prueba de repente.
Maestro mayor de pintura en el Arsenal de Cartagena, en 1816 fue designado director la Escuela Especial de Dibujo fundada en Segovia en 1778 por iniciativa del grabador principal de la Casa de la Moneda de Segovia Antonio Espinosa de los Monteros. Con él al frente, la academia segoviana de dibujo, que había estado a punto de extinguirse por los sucesos políticos y bélicos de la época, recibió un nuevo impulso, pasando a denominarse desde 1819 Escuela de Nobles Artes. En la revitalizada institución académica tuvo como discípulo a Mariano Quintanilla, uno de los más representativos pintores segovianos del siglo XIX, con quien emparentó en 1822 al contraer matrimonio con su hermana, Juana Quintanilla.
Desde 1825 hizo compatible el cargo de director de la Escuela con el empleo de profesor de Dibujo Natural en la Academia General Militar establecida en el Alcázar, hasta que en agosto de 1837, a raíz de la ocupación de Segovia por las tropas carlistas al mando del general Zaratiegui, se vio forzado a huir de la ciudad para establecerse en Madrid, donde en abril del mismo año había sido nombrado académico supernumerario de pintura por la Real Academia de Bellas Artes de San Fernando, ocupando su plaza de director en la escuela segoviana José María Avrial.
Especializado en los retratos con influencias de Vicente López, tanto en la pintura de gran formato como en la de miniaturas, se le recuerda por su Autorretrato, conservado en el Museo de Segovia, así como por los retratos de sus hijos, Feliciana, de tres años, y Mariano. 